# 1996년 하계 올림픽 알제리 선수단
1996년 하계 올림픽 알제리 선수단은 미국 애틀랜타에서 개최된 1996년 하계 올림픽에 참가한 올림픽 알제리 선수단이다.

## 복싱
| 선수                | 세부 종목    | 32강                                   | 16강                                  | 8강                           | 준결승                              | 결승                        | 결승 |
| 선수                | 세부 종목    | 상대 선수 결과                         | 상대 선수 결과                        | 상대 선수 결과                | 상대 선수 결과                      | 상대 선수 결과              | 순위 |
| 메흐디 아수스       | 플라이급     | 호와르드 게레오 (PNG) · W 11-4         | 오마르 나르바에스 (ARG) · W 20-4      | 졸탄 룬카 (GER) · L 19-6      | 진출 실패                           | 진출 실패                   |      |
| 압델라지즈 불레히아 | 밴텀급       | 아가탄겔로스 치리피디스 (GRE) · W 10-6 | 라임쿨 말라흐베코프 (RUS) · L (RSC-3) | 진출 실패                     | 진출 실패                           | 진출 실패                   |      |
| 누레디네 마디후드   | 페더급       | 로렌조 아라곤 (CUB) · L 9-6            | 진출 실패                             | 진출 실패                     | 진출 실패                           | 진출 실패                   |      |
| 호치네 솔타니       | 라이트급     | 바흐데틴 이슈세베르 (TUR) · W 14-2     | 아그날도 누네스 (BRA) · W 11-1        | 신은철 (KOR) · W 16-10        | 레오나르드 도로프테이 (ROM) · W 9-6 | 톤트초 톤체프 (BUL) · W 3-3 |      |
| 모하메드 알랄루     | 라이트미들급 | 페테르 불린가 (KEN) · W 17-3           | 야체크 비엘스키 (POL) · W 19-8        | 페티 미사우이 (TUN) · L 16-15 | 진출 실패                           | 진출 실패                   |      |
| 모하메드 바하리     | 미들급       | 토마스 마르쿠스 (BAR) · W (RSC-2)      | 아카키 카카우리제 (GEO) · W 8-5       | 브리안 마게 (IRL) · W 15-9    | 말리크 베일레로을루 (TUR) · L 11-11 | 진출 실패                   |      |

## 육상

### 남자
트랙 / 도로 경기
| 선수 | 세부 종목 | 1차 예선 | 1차 예선 | 2차 예선 | 2차 예선 | 준결선 | 준결선 | 결선 | 결선      |
| 선수 | 세부 종목 | 기록     | 순위     | 기록     | 순위     | 기록   | 순위   | 기록 | 최종 순위 |

필드 경기
| 선수 | 세부 종목 | 예선 | 예선 | 결선 | 결선      |
| 선수 | 세부 종목 | 기록 | 순위 | 기록 | 최종 순위 |

### 여자
트랙 / 도로 경기
| 선수 | 세부 종목 | 1차 예선 | 1차 예선 | 2차 예선 | 2차 예선 | 준결선 | 준결선 | 결선 | 결선      |
| 선수 | 세부 종목 | 기록     | 순위     | 기록     | 순위     | 기록   | 순위   | 기록 | 최종 순위 |

필드 경기
| 선수 | 세부 종목 | 예선 | 예선 | 결선 | 결선      |
| 선수 | 세부 종목 | 기록 | 순위 | 기록 | 최종 순위 |

## 참고 자료
- (영어) “Algeria at the 1996 Atlanta Summer Games”. SR/Olympic Sports. 2011년 9월 14일에 원본 문서에서 보존된 문서. 2011년 10월 6일에 확인함.